# Dirka po Franciji 1962
| Mesto | Ime                 | Država              | Čas          |
| ----- | ------------------- | ------------------- | ------------ |
| 1     | Jacques Anquetil    | Francija            | 114h 31' 54" |
| 2     | Jozef Planckaert    | Belgija             | 4' 59"       |
| 3     | Raymond Poulidor    | Francija            | 10' 24"      |
| 4     | Gilbert Desmet      | Belgija             | 13' 01"      |
| 5     | Albertus Geldermans | Nizozemska          | 14' 04"      |
| 6     | Tom Simpson         | Združeno kraljestvo | 17' 09"      |
| 7     | Imerio Massignan    | Italija             | 17' 50"      |
| 8     | Ercole Baldini      | Italija             | 19' 00"      |
| 9     | Charly Gaul         | Luksemburg          | 19' 11"      |
| 10    | Eddy Pauwels        | Belgija             | 23' 04"      |

Dirka po Franciji 1962 je bila 49. dirka po Franciji, ki je potekala leta 1962.

## Pregled
| Kategorije                          | Podatki       |
| ----------------------------------- | ------------- |
| Začetek-konec                       | Nancy - Pariz |
| Dolžina (km)                        | 4.274         |
| Število etap                        | 22            |
| Povprečna hitrost zmagovalca (km/h) | 37,317        |
| Kolesarjev                          | 150           |
| Tekmo končalo                       | 94            |